# Golan Levin
Golan Levin (né en 1972) est un artiste des nouveaux médias, compositeur, interprète et ingénieur américain.

## Biographie
Levin a obtenu une licence en Art et Design au Massachusetts Institute of Technology en 1994, et une maîtrise en arts et sciences des médias du MIT Media Lab en 2000, en tant qu'étudiant dans l'Aesthetics and Computation Group (ACG) de John Maeda. Entre ses deux diplômes, Levin a travaillé comme concepteur d'interfaces chez Interval Research Corporation de Paul Allen, où il a été initié au domaine de l'art interactif des nouveaux médias par Michael Naimark, Brenda Laurel et Scott Snibbe, entre autres. Levin a été en résidence au centre d'art Eyebeam en 2002 et 2003,.
Après ses études supérieures au MIT, Levin a enseigné la conception informatique dans diverses écoles de New York, notamment l'Université de Columbia, la Cooper Union et la Parsons School of Design avant d'accepter un poste à l'Université Carnegie Mellon (CMU) en 2004. Levin est actuellement professeur titulaire en "art électronique basé sur le temps" à la CMU School of Art. Depuis 2009, Levin occupe également le poste de directeur du Frank-Ratchye STUDIO for Creative Inquiry à la CMU, une unité de recherche interdisciplinaire dédiée au soutien de projets à l'intersection des arts et de la technologie.

## Travail

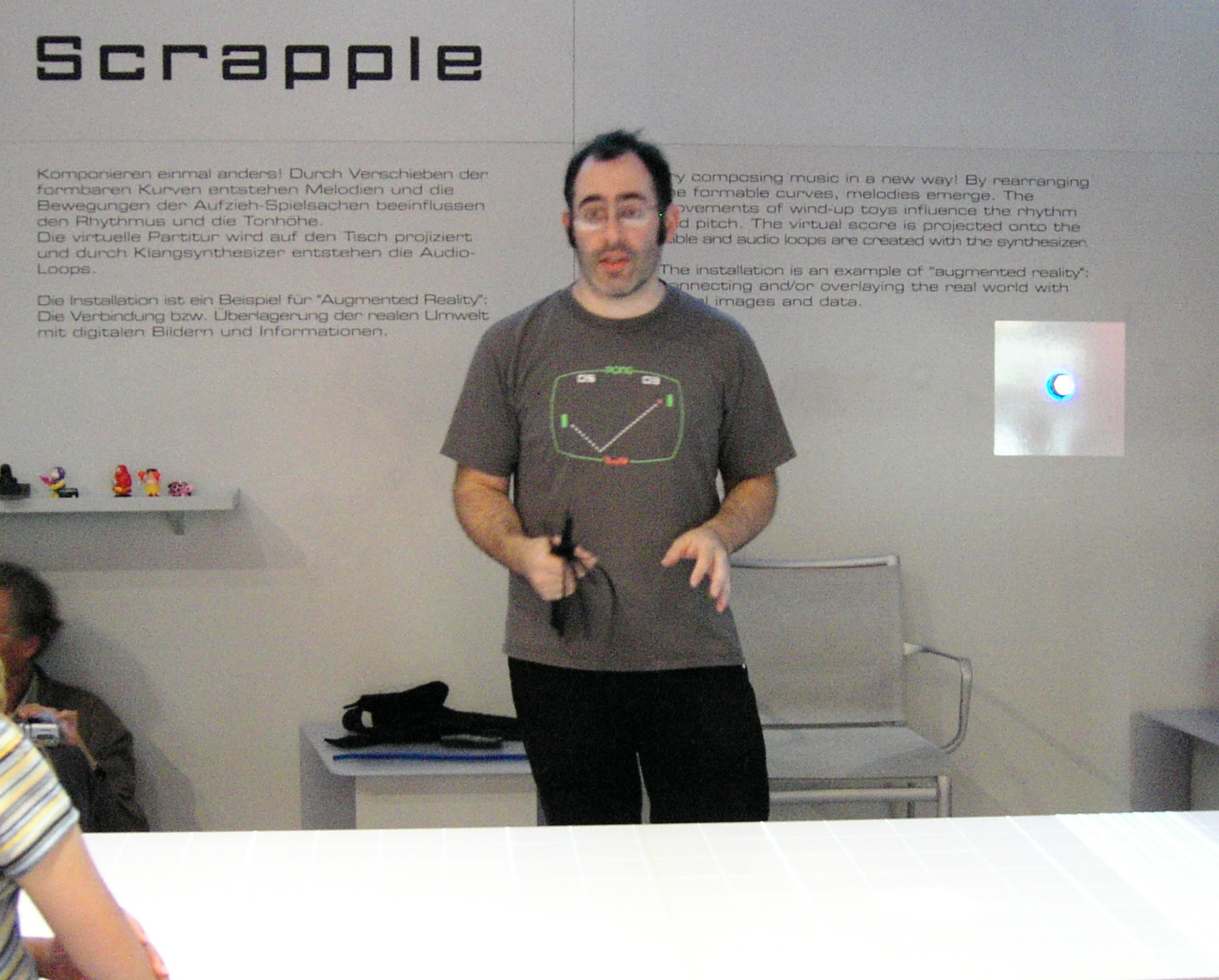
Scrapple (Débris)

L'œuvre de Golan Levin se concentre sur la conception de systèmes pour la création, la manipulation et l'exécution simultanées d'images et de sons, dans le cadre d'une recherche plus générale sur les langages formels d'interactivité et de communication non-verbale dans les systèmes cybernétiques. À travers des performances, la création d'artefacts numériques et d'environnements virtuels, souvent réalisés avec divers collaborateurs, Levin applique des touches créatives aux technologies numériques qui mettent en valeur notre relation avec les machines, rendent visibles nos façons d'interagir les uns avec les autres et explorent l'intersection de la communication abstraite et interactivité. De 2002 à 2007, Levin et Zachary Lieberman ont collaboré ensemble sur divers projets, utilisant le nom Tmema pour signer leur travail conjoint.
Les projets de Levin incluent le Free Universal Construction Kit (2012), une collection d'adaptateurs imprimables en 3D pour les systèmes de construction de jouets populaires, développée en collaboration avec R. Shawn Sims, qui fait partie de la collection permanente du Museum of Modern Art. Levin a également mené des collaborations pour développer Terrapattern (2016), un outil ouvert permettant de prendre en charge les requêtes visuelles par exemple dans l'imagerie satellite, et Augmented Hand Series (2014), un système logiciel interactif en temps réel qui présente des transformations ludiques, oniriques et étranges des mains de ses visiteurs.
Levin a exposé, performé et donné de nombreuses conférences en Europe, en Amérique et en Asie. Son travail a été exposé au New Museum of Contemporary Art, The Kitchen, au Neuberger Museum et à la Whitney Biennial, tous à New York ; Ars Electronica à Linz, Autriche ; Le Musée d'Art Contemporain de Taipei, Taiwan ; Le Centre d'intercommunication NTT à Tokyo, Japon ; le Zentrum für Kunst und Medientechnologie à Karlsruhe, en Allemagne ; et MoMA, entre autres lieux. Ses crédits de financement incluent des subventions de Creative Capital, du New York State Council on the Arts, du Pennsylvania Council on the Arts, du Rockefeller MAP Fund, de la Greenwall Foundation, de la Langlois Foundation, Turbulence.org et de l' Arts Council England..

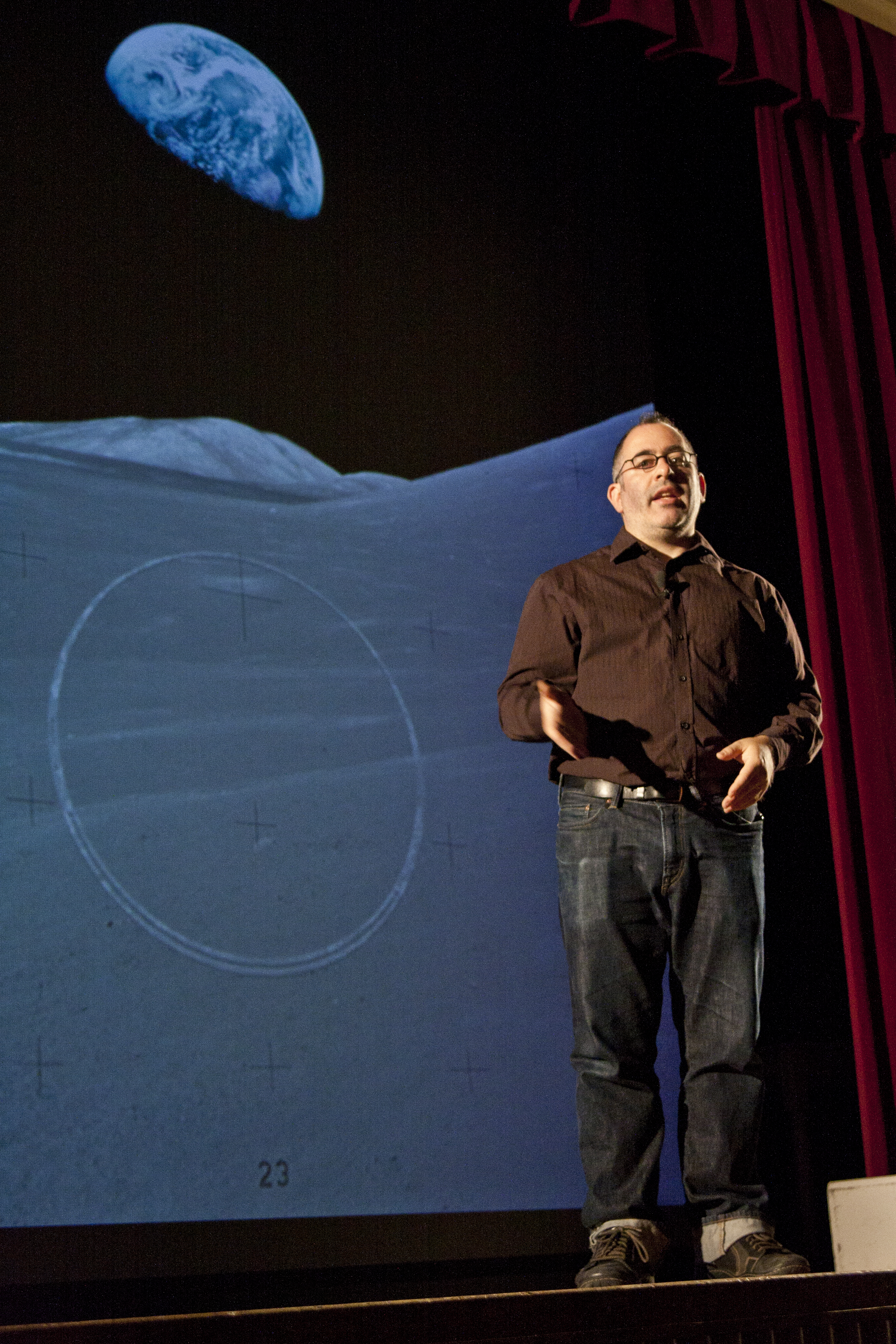
Conférence de Golan au Rocky Mountain College of Art and Design

Le travail de Levin, qui combine fantaisie, provocation et goût du sublime, se déploie dans une grande variété de médias en ligne, d'installations et de performances.
- Audiovisual Environment Suite (2000), un ensemble de cinq systèmes interactifs qui permettent aux utilisateurs de créer et de réaliser des animations abstraites et des sons synthétiques en temps réel[9]. Il a reçu un Prix de distinction dans le Prix Ars Electronica (catégorie Art interactif).
- Scribble (2000)[10], présente des sons étroitement couplés et des visuels dynamiques qui sont parfois soigneusement orchestrés, et à d'autres moments vaguement improvisés. Scribble a été présenté en format duo et trio dans des festivals et lieux mondiaux. Il s'agit de la performance audiovisuelle qui accompagne la Suite d'Environnement Audiovisuel.
- The Secret Lives of Numbers (2002)[11], une visualisation interactive d'informations sur la « popularité » des nombres sur le World Wide Web, a reçu un prix de distinction dans le Prix Ars Electronica (catégorie Net Art). Commandé par Turbulence.org.
- Dialtones : A Telesymphony (2001)[12] un concert donné par un orchestre dont les instruments sont les téléphones mobiles des membres du public.
- The Alphabet Synthesis Machine (2002), un algorithme génétique qui génère des systèmes d'écriture imaginaires. Il a été développé en collaboration avec Cassidy Curtis et Johnathan Feinberg.
- Re:MARK (2002), une installation pour deux participants qui présente une visualisation interactive de la parole, utilisant des sons prononcés dans une paire de microphones analysés et classés par un système de reconnaissance de phonèmes[13],[14].
- Messa di Voce (2003), pièce d'installation utilisant des graphismes en interaction avec le son[13]. Il a été développé en collaboration avec Zachary Lieberman.
- The Manual Input Sessions (2004), une série de vignettes audiovisuelles qui explorent les possibilités expressives des gestes de la main et des mouvements des doigts[15],[16]. Il a été développé en collaboration avec Zachary Lieberman.
- Scrapple (2005)
- Ursonographie (2005)[17], développée en collaboration avec le compositeur Jaap Blonk
- The Dumpster (2006)[18], visualisation interactive d'informations.
- Eyecode (2007), installation qui expose le regard du spectateur
- Opto-Isolator (2007), sculpture interactive qui regarde le spectateur avec un seul œil mobile intégré.
- Fleurs rectifiées (2010)[19], utilise une transformation de coordonnées polaires pour créer des « paysages » à partir d'images de fleurs.
- Augmented Hand Series (2014)[20], système logiciel interactif en temps réel qui présente des transformations ludiques, oniriques et étranges des mains de ses visiteurs

Les travaux les plus récents de Levin se concentrent sur la robotique interactive, la vision industrielle et le thème du regard comme nouveau mode principal de communication homme-machine. Levin a également donné une conférence TED sur la technologie en tant qu'art.

## Lectures complémentaires
- Bruce Wands, Art of the digital Age, éd. Thames & Hudson, 2006. (ISBN 0-500-23817-0).
- Mark Tribe et Reena Jana, New Media Art, éd. Taschen, 2006. (ISBN 3-8228-3041-0).
- Joline Blais et Jon Ippolito, At the Edge of Art, éd. Thames & Hudson. (ISBN 0-500-23822-7).
- Loup Lieser. Digital Art. éd. Langenscheidt: hf ullmann. 2009.